# Maximilian Joseph Gottfried von Sommerau Beeckh

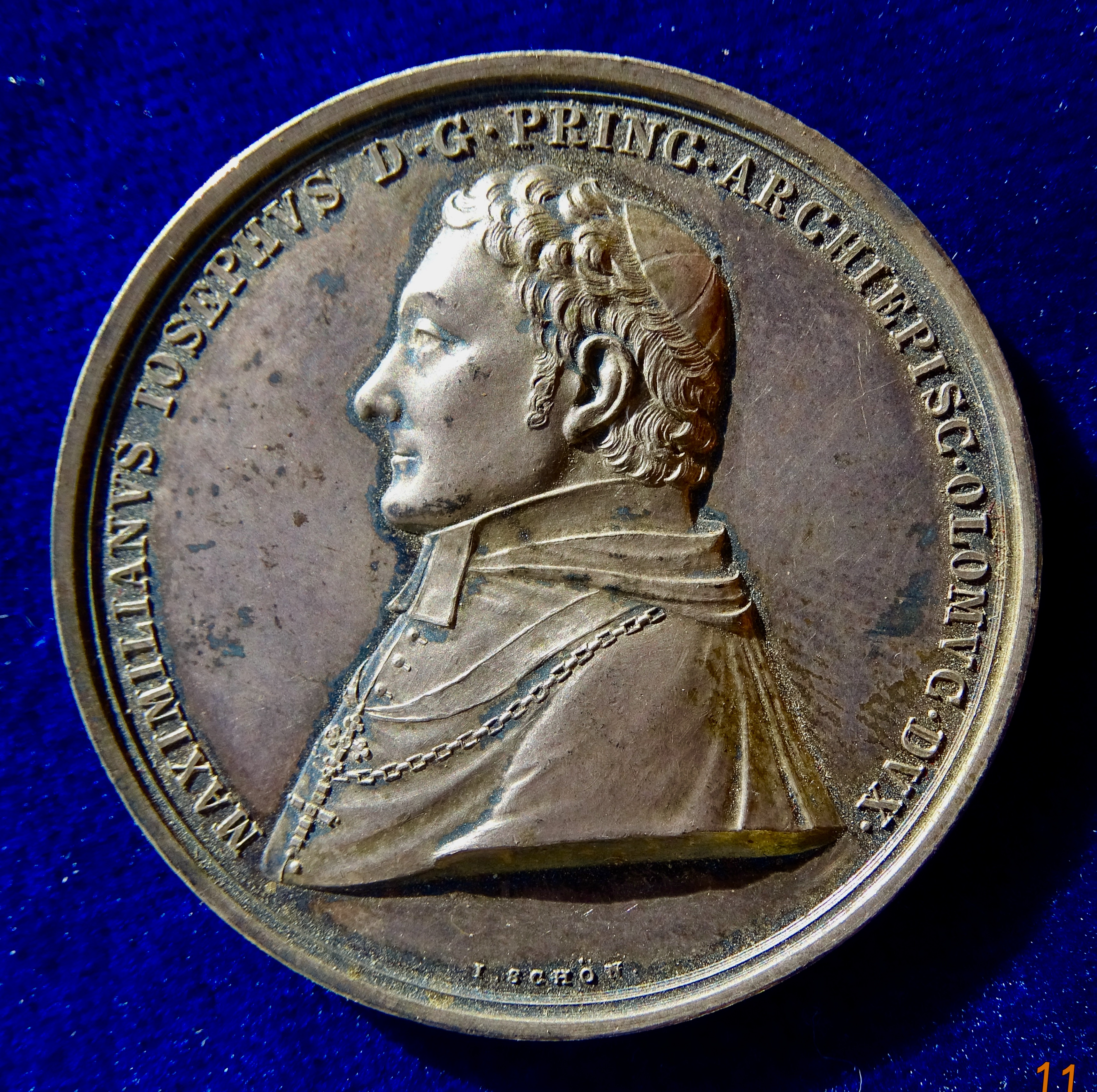
Medaille auf die Inthronisation 1837 zum Fürstbischof von Olmütz, Vorderseite

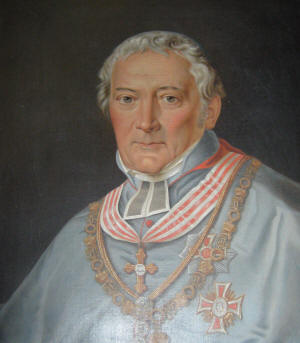
Bischof Maximilian Joseph Gottfried von Sommerau Beeckh

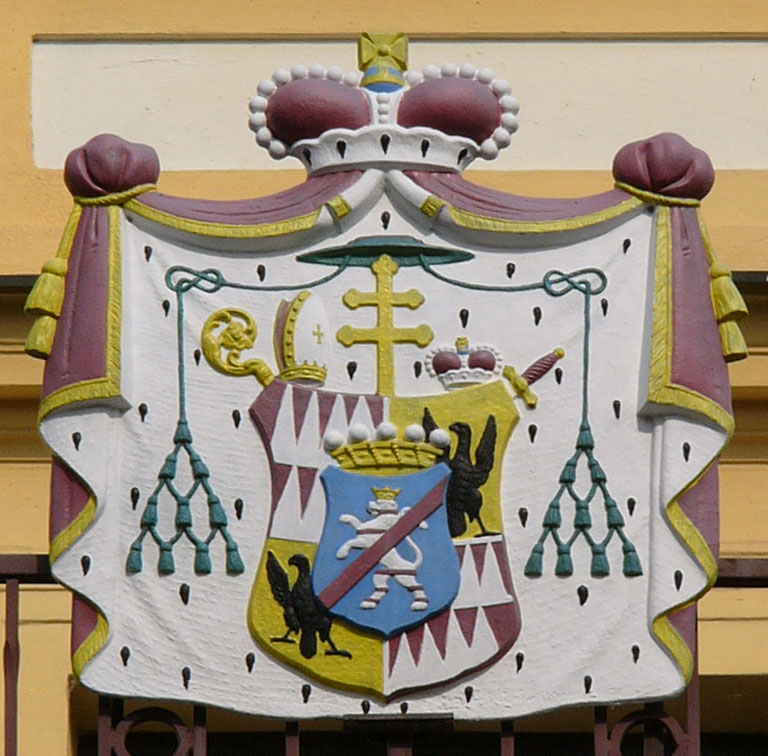
Wappen des Olmützer Erzbischofs Maximilian Joseph Gottfried von Sommerau Beeckh

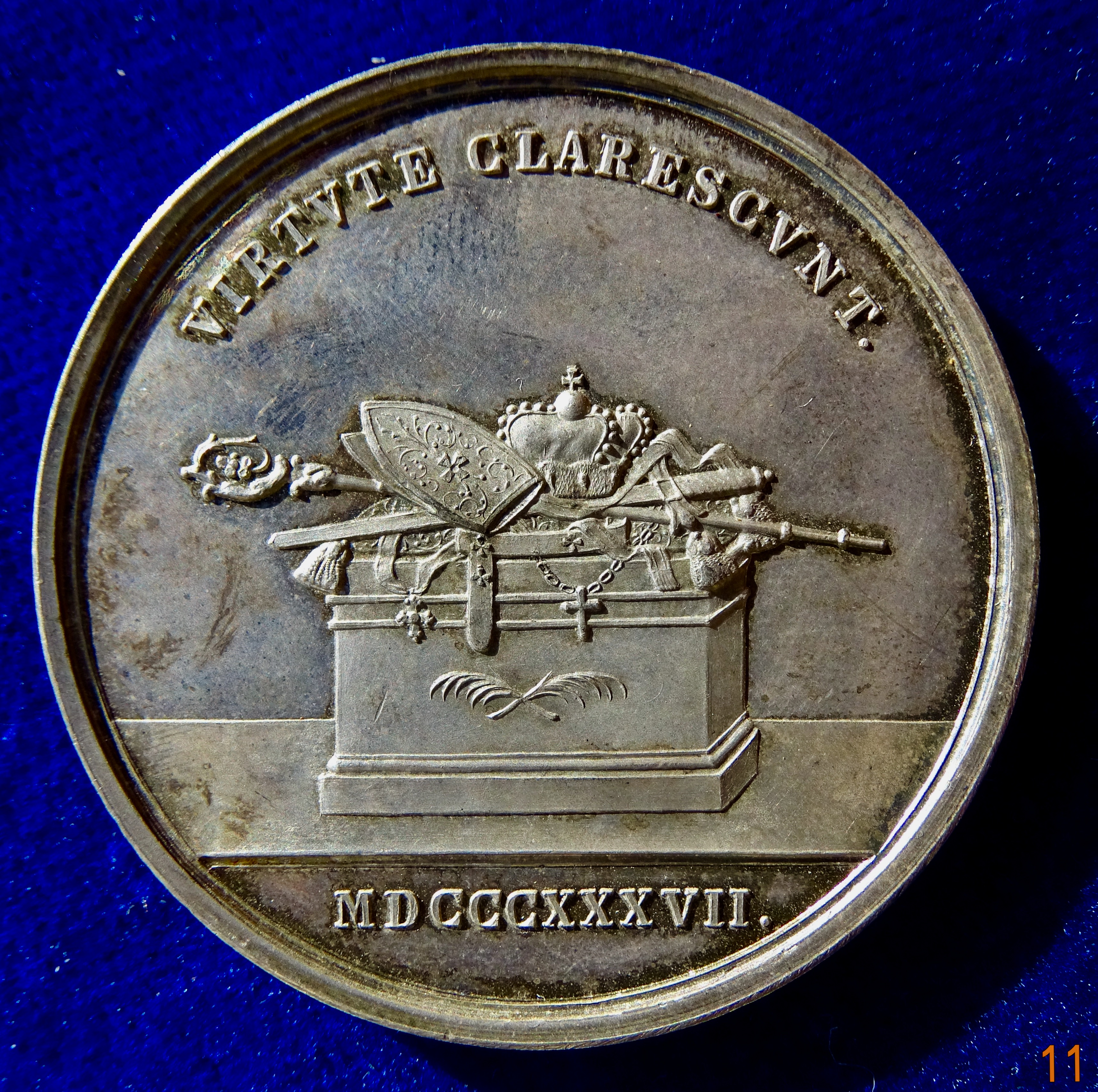
Die Rückseite dieser Medaille mit den Insignien seines Amtes

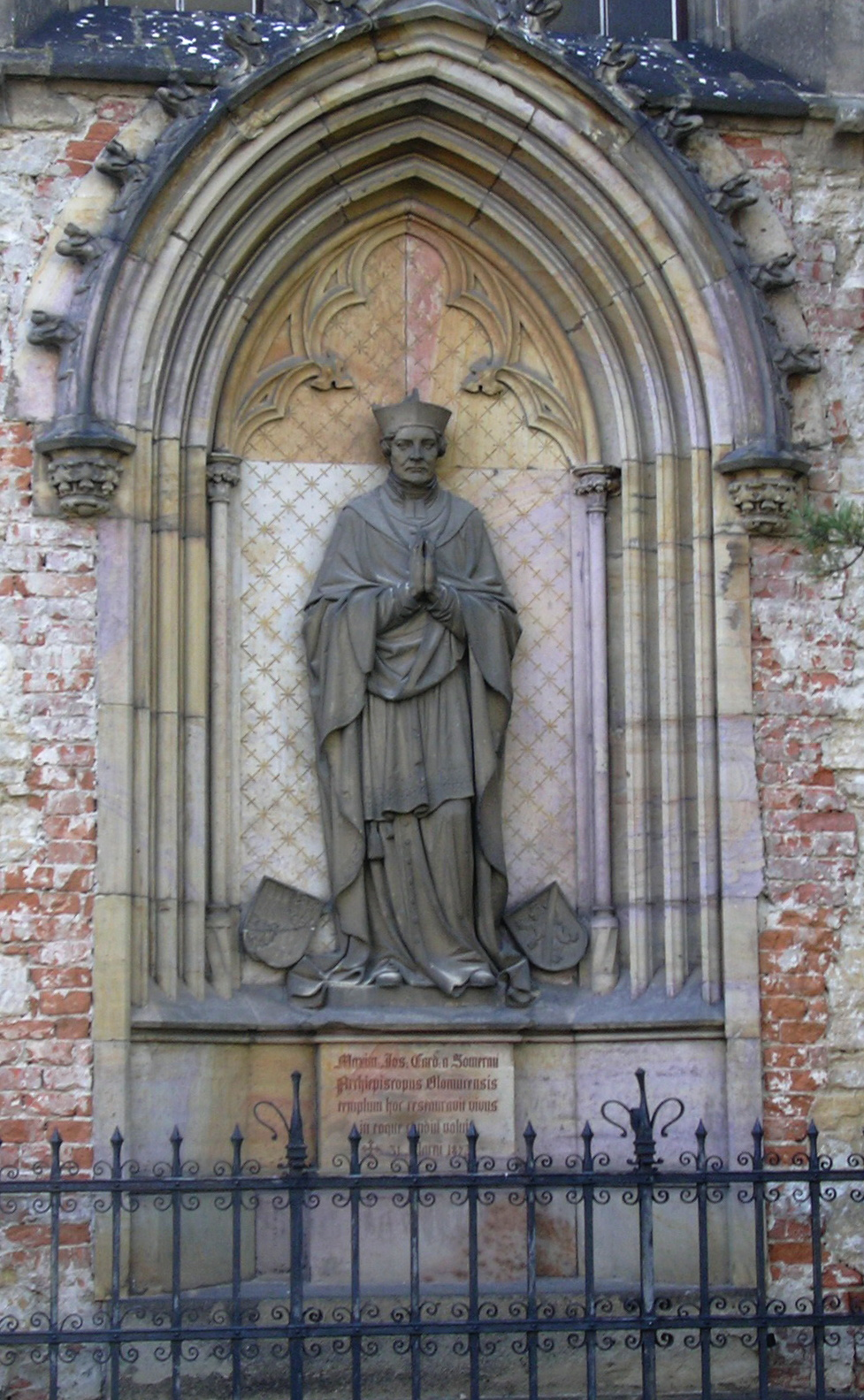
Epitaph an der St.-Mauritius-Kirche in Kroměříž

Maximilian Joseph Gottfried von Sommerau-Beeckh (tschechisch: Maxmilián Josef Sommerau-Beckh; * 21. Dezember 1769 in Wien; † 31. März 1853 in Olmütz, Markgrafschaft Mähren) war Erzbischof von Olmütz.

## Leben
Seine Eltern waren der Freiherr Gottfried Wilhelm von Sommerau-Beeckh und Klara, geb. von Summer. Nach dem Besuch des Jesuitenkollegs trat er in die Armee ein und war von 1788 bis 1791 Kavallerieleutnant. Anschließend studierte er Theologie in Wien, wo er am 10. September 1797 das Sakrament der Priesterweihe empfing. Nach Kaplanstätigkeiten in Pillichsdorf, Hernals, Matzleinsdorf und Wieden sowie als Militärseelsorger wurde er 1810 Pfarrer von St. Leopold in Wien.
Nachdem Sommerau Beeckh 1813 zum nichtresidierenden Kanoniker der Olmützer Kathedrale ernannt worden war, folgten dort in den nächsten Jahren weitere Beförderungen bzw. Ernennungen zum Domherrn, Erzbischöflichen Rat, Residierenden Kanoniker, Konsistorial-Assessor, Prälat,  Infulatus, Propst von St. Mauritius, Dechant, Erzpriester und schließlich Prälat des Metropoliten.
Am 21. November 1836 wählte das Olmützer Domkapitel Sommerau Beeckh zum Nachfolger des verstorbenen Erzbischofs Ferdinand Maria von Chotek. Die Bischofsweihe spendete ihm am 19. Mai 1837 der Brünner Bischof Franz Grindl. 1842 wurde Sommerau Beeckh für seine Verdienste das Großkreuz des österreichisch-kaiserlichen Leopold-Ordens verliehen. Am 17. August 1847 folgte die Ernennung zum Assistenten des Heiligen Stuhls.
1848 beherbergte Sommerau Beeckh den wegen der Wiener Revolution nach Olmütz geflohenen kaiserlichen Hof in seiner Bischofsresidenz, wo Kaiser Ferdinand I. dem 18-jährigen Franz Joseph I. die Regierung übertrug. Wohl deshalb wurde der Erzbischof 1849 mit dem Großkreuz des Sankt-Stephans-Ordens ausgezeichnet. Ein Jahr später erhob Papst Pius IX. ihn im Konsistorium vom 30. September 1850 zum Kardinalpriester.
Während der Amtszeit von Sommerau Beeckh wurde in Kremsier das Krankenhaus der Vinzentinerinnen errichtet sowie der Park des Schlosses umgestaltet.
Maximilian Joseph Gottfried von Sommerau Beeckh starb 1853 in seiner Bischofsstadt und wurde in der Kollegiatkirche in Kremsier beigesetzt.